# Octoknema
Octoknema é um género botânico pertencente à família Olacaceae.

## Espécies
- Octoknema affinis
- Octoknema aruwimiensis
- Octoknema borealis
- Octoknema chailluensis
- Octoknema dinklagei
- Octoknema klaineana
- Octoknema mokoko
- Octoknema okoubaka
- Octoknema orientalis, Mildbr.
- Octoknema winkleri